# Eupogonius pubescens
Eupogonius pubescens är en skalbaggsart som beskrevs av Leconte 1873. Eupogonius pubescens ingår i släktet Eupogonius och familjen långhorningar. Inga underarter finns listade i Catalogue of Life.